# 퇴수서원
퇴수서원(退修書院)은 대한민국 충청남도 부여군 임천면 만사리에 있는 조선시대의 서원이다. 1984년 5월 17일 충청남도의 문화재자료 제91호로 지정되었다.

## 개요
풍양 조씨 3인(석곡 조박·성강 조견소·퇴수재 조성복)을 기리고 있는 서원이다.
조박(1577∼1650)은 선조 39년(1606)에 과거에 급제하여 벼슬길에 올랐다. 국정을 수행하는 최고의 관료집단인 당상관 중에 통정대부를 지냈다.
조견소(1611∼1677)는 조선 후기의 문신으로, 관직이 금구현령에 이르렀으나 사직하고 학문과 후학을 가르치는데 전념했다.
조성복(1681∼1723)은 벼슬이 대사간에 이르렀으나 정치적으로 반대하는 이들에 의해 유배되어 그곳에서 죽음을 맞았다.
이 서원은 영조 33년(1757) 세도면 동사리에 처음 지었는데, 처음에는 조성복의 위패만을 모셨다. 그 뒤 1957년 지금 있는 자리로 옮기면서 조박과 조견소를 함께 모시기 시작했다.

## 참고 문헌
- 퇴수서원 - 국가유산청 국가유산포털